# 若昂·菲格雷多
若昂·巴普蒂斯塔·德奥利维拉·菲格雷多（João Baptista de Oliveira Figueiredo、1918年1月15日–1999年12月24日）巴西军队四星上將、巴西前总统。菲氏為1964年巴西政變策劃者之一，該次政變建立了21年的軍事政府，他是當時由軍方選為總統治理巴西的連續5名軍官中的最後一位。

## 生平
1964年政變發生時，菲格雷特是高級軍校情報教官。升上校後，即被調去從事情報活動。
1967年至1969年，菲格雷特指挥里约热内卢一个军团，并升任上将。1969年10月30日至1974年3月15日，奧米利奧·梅迪西将军任总统时，菲格雷多被任命为总统的军事人员。
1974年3月15日至1978年6月14日，菲格雷多被任命為蓋澤爾總統的国家信息服务的领导人，即一个巴西的内部安全机构。作为埃内斯托·盖泽尔總統潜在的继任者，菲格雷多击败反对党候选人蒙泰罗将军（Euler Bentes Monteiro），当选为總統。
1979年8月28日，菲格雷多签署了大赦法，赦免1961年至1978年的"政治犯或相关的罪行犯"。
1984年5月29日，菲格雷多访问中国并会见邓小平。
自1985年卸任後，他一直住在里約熱內盧南區的一棟公寓裡過著退休的生活。直到1999年12月24日，他因腎衰竭在公寓逝世，享壽81歲。
| 官衔                   | 官衔     | 官衔               |
| ---------------------- | -------- | ------------------ |
| 前任： 埃內斯托·蓋澤爾 | 巴西总统 | 繼任： 若泽·萨尔内 |